# Muqadasa Ahmadzai
Muqadasa Ahmadzai (Nangarhar, 1993)  es una poeta y activista social y política afgana que se presentó en 2018 a las elecciones al Parlamento afgano. Ha recibido el Premio N-Peace y ha sido nombrada una de las 100 mujeres de la BBC en 2021.

## Biografía
Ahmadzai tenía 24 años en 2017. Es una activista social y poeta de Nangarhar, Afganistán. Al principio, su familia se opuso a su activismo y sufrió castigos físicos cuando descubrieron sus actividades. Siendo adolescente, publicó un libro de poesía, y fue el reconocimiento de su tío lo que cambió la opinión de su familia sobre su trabajo.
Exmiembro y vicepresidenta del Parlamento de la Juventud Afgana, durante la pandemia del COVID-19 trabajó para apoyar a las mujeres y las comunidades contra la desinformación. Fue una de las fundadoras del Consejo Nacional de la Juventud de Afganistán. Representó las voces de las mujeres afganas en los Diálogos de Paz de Afganistán y Pakistán. Junto con otras mujeres, inició una campaña de pintura mural con mensajes sobre los derechos de la mujer en Jalalabad. También creó una red de 400 mujeres que viajaron por todo el país, incluso a zonas controladas en aquel momento por los talibanes, para atender a mujeres supervivientes de la violencia doméstica. Es fundadora y directora de la Asociación Kor, cuyo objetivo es concienciar sobre los derechos que tienen las mujeres en Afganistán. En 2018 se presentó a las elecciones al Parlamento afgano.

## Premios
Ahmadzai recibió un Premio N-Peace, otorgado por el Programa de las Naciones Unidas para el Desarrollo. Fue nombrada como una de las 100 mujeres de la BBC en 2021.